# ژان پی‌یر نشانیان
ژان پی‌یر آرمناکی نشانیان (ارمنی: Ժան-Պիեր Արմենակի Նշանյան زاده ۲۵ ژوئیهٔ ۱۹۵۳) یک بازیگر اهل ارمنستان است. وی از سال میلادی تاکنون مشغول فعالیت بوده است.

## زندگی‌نامه
وی در ۲۵ ژوئیه ۱۹۵۳ در قاهره به دنیا آمد و از انستیتو دولتی هنری و نمایشی ایروان فارغ‌التحصیل شد. شاکه توخمانیان و آرمان نشانیان همسر و فرزند وی می‌باشند. در سال ۱۹۸۳ وی و همسرش «تئاتر وارطان آجمیان» را بنیانگذاری نمودند. وی همچنین برندهٔ جوایزی همچون هنرمند افتخاری جمهوری ارمنستان (۲۰۱۴) شده است.

## بخشی از فیلمشناسی
از فیلم‌ها یا برنامه‌های تلویزیونی که وی در آن نقش داشته است می‌توان به آثار زیر اشاره کرد.
- پادشاهان باستان (۲۰۱۶)

## یادداشت
1. ↑  Վարդան Աճեմյանի անվան թատրոն